# James Pierpont
James Lord Pierpont (Boston, 25 aprile 1822 – Winter Haven, 5 agosto 1893) è stato un compositore e cantautore statunitense, noto per aver composto il brano Jingle Bells.